# Steginoporella alveolata
Steginoporella alveolata är en mossdjursart som beskrevs av Harmer 1900. Steginoporella alveolata ingår i släktet Steginoporella och familjen Steginoporellidae. Inga underarter finns listade i Catalogue of Life.